# Đurkovići
Đurkovići (cyr. Ђурковићи) – wieś w Czarnogórze, w gminie Podgorica. W 2011 roku liczyła 91 mieszkańców.